# Sidney Fox
Ne doit pas être confondu avec Sydney Fox, l'aventurière.
Sidney Fox, née Sidney Leiffer à New York le 10 décembre 1907
 et morte à Hollywood le 15 novembre 1942, est une actrice américaine.

## Biographie
Elle fait ses débuts au cinéma en 1930 et arrête sa carrière en 1934, après une quinzaine de films. En 1931, elle reçoit le titre WAMPAS Baby Stars de future vedette. On se souvient d'elle, aujourd'hui, surtout pour son rôle, aux côtés de Béla Lugosi, dans Double Assassinat dans la rue Morgue de Robert Florey en 1932.
Mariée à Charles Beahan, elle meurt en 1942 d'un excès de somnifères qui était peut-être un suicide. Elle est inhumée au Mount Lebanon Cemetery à New York.

## Filmographie
- 1931 : The Bad Sister de Hobart Henley
- 1931 : Amour et six cylindres (en) (Six Cylinder Love) de Thornton Freeland
- 1931 : Nice Women de Edwin H. Knopf
- 1931 : Strictly Dishonorable de John M. Stahl
- 1932 : Double Assassinat dans la rue Morgue de Robert Florey
- 1932 : The Mouthpiece (en) de James Flood et Elliott Nugent
- 1932 : Once in a Lifetime (en) de Russell Mack
- 1932 : Afraid to Talk (Merry-Go-Round) de Edward L. Cahn
- 1932 : The Cohens and Kellys in Hollywood (en) de John Francis Dillon
- 1933 : Don Quichotte (version en anglais) de Georg Wilhelm Pabst
- 1933 : Les Aventures du roi Pausole de Alexis Granowsky
- 1934 : Midnight de Chester Erskine
- 1934 : Aventure d'une évadée (School for Girls) de William Nigh
- 1934 : Down to Their Last Yacht (en) de Paul Sloane